# Ingeniería geotécnica
La ingeniería geotécnica o simplemente geotecnia es la rama de la Ingeniería geológica e Ingeniería civil que se encarga del estudio de las propiedades mecánicas, hidráulicas e ingenieriles de los materiales provenientes del medio geológico, aplicadas a las obras de Ingeniería Civil. Los ingenieros geotecnistas investigan el suelo y las rocas por debajo de la superficie para determinar sus propiedades ingenieriles y diseñar las cimentaciones para estructuras tales como edificios, puentes, presas y centrales hidroeléctricas. Acciones en la rama vial como la estabilización de taludes, diseño y construcción de túneles y carreteras, diseño y construcción de cualquier tipo de estructura de contención para la prevención de riesgos geológicos, etc.

## Ingenieros geotécnicos
Por ello, los ingenieros geotécnicos, además de entender cabalmente los principios de la mecánica y de la hidráulica, necesitan un claro y adecuado dominio de los conceptos fundamentales de la geología y la geofísica, Es de especial importancia conocer las condiciones bajo las cuales determinadas rocas fueron creadas o depositadas así como su adecuada clasificación, su edad en millones de años, y los posteriores procesos estructurales o diagenéticos (procesos metamórficos, de sustitución, cristalización, plegamientos, fallamientos, etc.) que han sufrido. 
Diseños para estructuras construidas por encima de la superficie incluyen cimentaciones superficiales (zapatas y losas), cimentaciones semiprofundas (losas y cajones), y cimentaciones profundas (pilotes y pilas). Presas y diques son estructuras que pueden ser construidas de suelo o roca y que para su estabilidad y estanqueidad dependen en gran medida de los materiales sobre los que están asentados o de los cuales se encuentran rodeados. Finalmente los túneles son estructuras construidas a través del suelo o roca y cuyo método constructivo depende en gran medida de las características geológicas del terreno que se verá afectado (tipos y condiciones de litologías atravesadas, condiciones hidrogeológicas, condiciones tectónicas, etc.) lo que influye a su vez en la duración de la obra y en sus costes.
Los ingenieros geotécnicos también investigan el riesgo para los seres humanos, las propiedades y el ambiente de fenómenos naturales o propiciados por la actividad humana tales como deslizamientos de terreno, hundimientos de tierra, flujos de lodo (mudflow) y caída de rocas (procesos de remoción en masa), así como medidas para mitigar este riesgo, como diseños de estructuras de contención (anclajes y muros), control de aguas de infiltración y de escorrentía en el medio geológico (subdrenes, cunetas, filtros).

## Historia
Antiguamente, la geotecnia se identificaba como la mecánica de suelos y mecánica de rocas; pero el término se amplió para incluir temas como la ingeniería sísmica, la elaboración de materiales geotécnicos, mejoramiento de las características del suelo, interacción suelo-estructura y otros. Sin embargo, la geotecnia es una de las ramas más jóvenes de la ingeniería geológica y la ingeniería civil, por lo tanto, sigue evolucionando activamente.
Se considera a Karl Terzaghi el padre de la ingeniería geotécnica y la mecánica de suelos, por la publicación de su famoso libro Erdbaumechanik en 1935. Posteriormente, publicó su libro Soil Mechanics in Engineering Practice en colaboración de sus colaboradores Ralph B. Peck y Gholamreza Mesri, quienes posteriormente, junto con el también distinguido Arthur Casagrande, sentaron los principios de la ingeniería geotécnica.